# Laghi del Gorzente
Die Laghi del Gorzente (zu deutsch: Seen von Gorzente oder Gorzente-Seen) sind drei Stauseen im Ligurischen Apennin, die die Hafenstadt Genua mit Trinkwasser versorgen und für die Stromerzeugung genutzt werden. Ihr Einzugsgebiet liegt im Oberlauf des Torrente Gorzente und hat eine Fläche von 24 km². Sie wurden ab 1880 von Acquedotto De Ferrari Galliera errichtet und wurden 2019 von Gruppo Iren bewirtschaftet. Alle Seen befinden sich teilweise oder ganz im Naturpark Capanne di Marcarolo an der Grenze der Regionen Ligurien und Piemont.

## Lage
Zu den Laghi del Gorzente zählen der Lago Lavezze, der Lago Lungo und der Lago Badana. Der Lago Lavezze und der Lago Lungo liegen auf der Grenze zwischen Genua und der Provinz Alessandria, der Lago Badana befindet sich hingegen komplett auf piemontesischen Gebiet. Die Seen liegen auf dem Gebiet der Gemeinden Bosio, Campomorone und Ceranesi. Das gesamte Speichervolumen aller drei Seen zusammen ist 12,5 Mio. m³.
Der 2,3 km lange Stollen des Aquädukts De Ferrari Galliera führt vom Lago Lavezze unter dem Monte Guana hindurch auf die Südseite des Apennins. Der Austritt des Stollens befindet sich bei ⊙ oberhalb von Isoverde, wo sich auch das Wasserschloss des Kraftwerks befindet. Von da führt die 1340 m lange Druckleitung das Wasser dem Maschinenhaus Isoverde ⊙ bei der Siedlung Gallaneto zu. Das turbinierte Wasser wird der neben dem Kraftwerk liegenden Aufbereitungsanlage zugeführt und von da an die Gemeinden verteilt.

### Lago Lavezze
Der älteste der Laghi del Gorzente liegt auf einer Höhe von 646 m über Meer. Die Staumauer wurde in den Jahren 1880 bis 1883 errichtet. Der See wird auch nach den Gebrüdern Bruno, welche das Projekt des Acquedotto De Ferrari Galliera ausgearbeitet hatten, als Lago Bruno bezeichnet. Die Staumauer wurde 1926 erhöht.

### Lago Lungo
Der Staumauer des zweiten See wurde von 1884 bis 1891 gebaut. Der See heißt in Deutsch übersetzt Langer See und wird auch Lago Bigo genannt. Er liegt auf 684 m über Meer.

### Lago Badana
Der dritte See liegt auf 700 m über Meer. Seine Staumauer wurde in den Jahren 1906 bis 1908 gebaut. Er musste 2005 entleert werden, weil die Staumauer undicht wurde. Die Reparatur der Staumauer wird frühestens 2020 angegangen. Sie stellte sich als besonders schwierig heraus wegen des Naturparks.